# Piramo (nome)
Piramo  è un nome proprio di persona italiano maschile.

## Varianti in altre lingue
- Catalano: Píram
- Francese: Pyrame
- Greco antico: Πύραμος (Pyramos)
- Greco moderno: Πύραμος (Pyramos)
- Latino: Pyramus[1]
- Polacco: Pyram
- Russo: Пирам (Piram)
- Spagnolo: Píramo

## Origine e diffusione

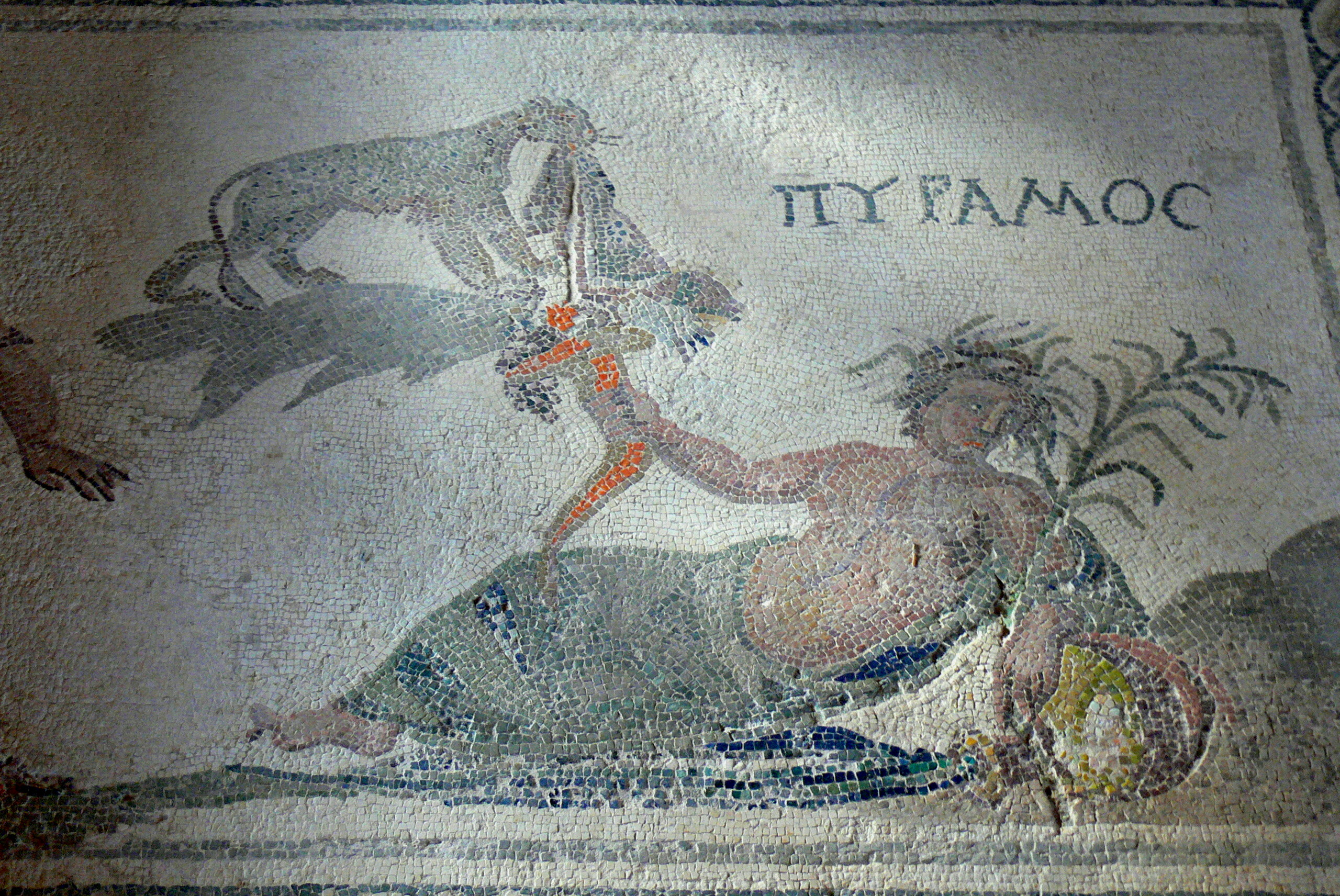
Piramo in un antico mosaico greco a Pafo

Nome di tradizione classica, la sua diffusione è dovuta al personaggio dell'antica tragedia greca Piramo e Tisbe, da cui sono state tratte numerose opere letterarie e teatrali (di Ovidio, Dante, Petrarca, Shakespeare, ecc.).
Il nome, che coincide con quello di un fiume della Cilicia (l'attuale Ceyhan, presso la città di Ierapoli Castabala), deriva forse dal termine greco indicante il grano, πύρος.
In Italia è diffuso nel Centro-Nord, soprattutto in Toscana.

## Onomastico
L'onomastico può essere festeggiato il primo di novembre, festa di Ognissanti, non essendovi santi con questo nome che è quindi adespota.